# 文岩駅 (忠清北道)
文岩駅（ムナムえき）は大韓民国忠清北道陰城郡にかつて存在した、大韓民国鉄道庁の駅である。

## 歴史
- 1967年5月1日：開業[1]
- 1974年6月1日：廃止[2]。